# Rathaus Riga

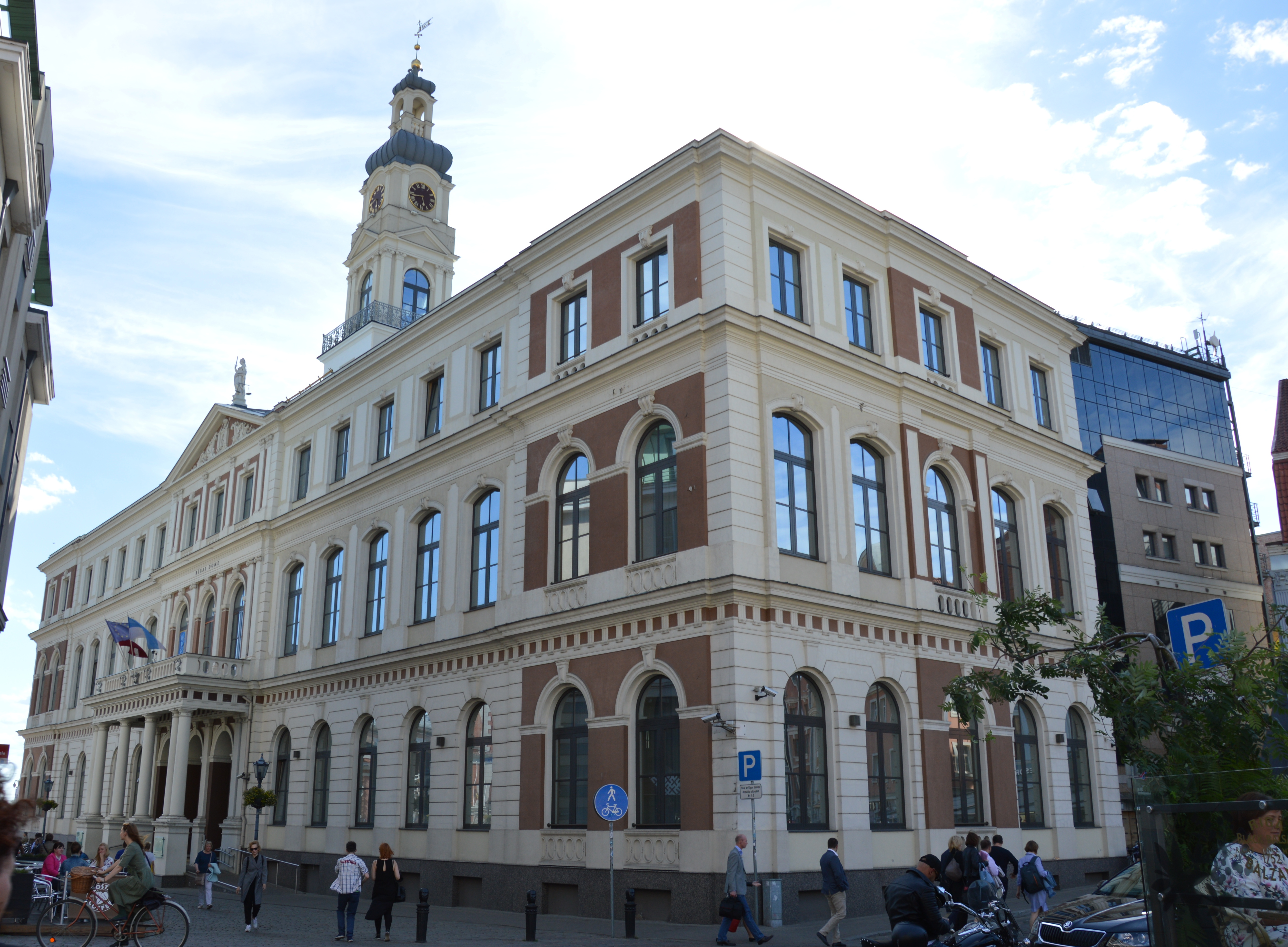
Rathaus Riga

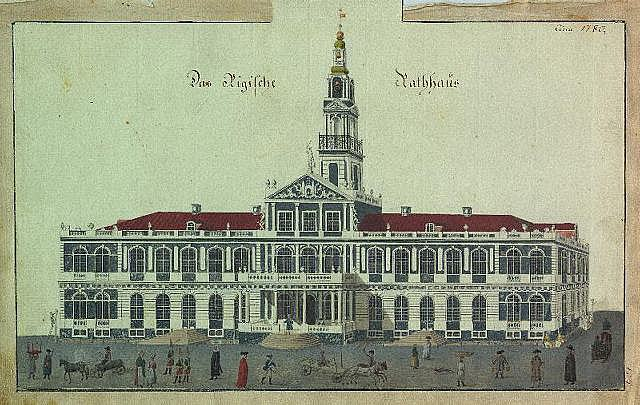
Rathaus im 17. Jahrhundert

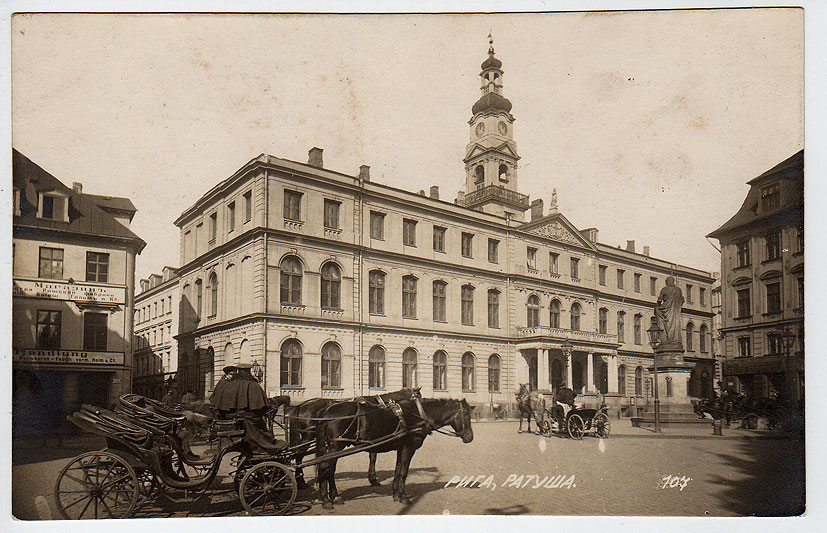
Rathaus zwischen 1917 und 1920

Das Rathaus Riga (lettisch Rīgas rātsnams) ist das Rathaus der lettischen Hauptstadt Riga.

## Lage
Es befindet sich in der Rigaer Altstadt auf der Nordwestseite des Rathausplatzes (Rātslaukums) an der Adresse Rathausplatz 1.

## Gestaltung und Geschichte
Ein Vorgängerbau des heutigen Rathauses entstand Anfang des 14. Jahrhunderts. Es verfügte im Erdgeschoss über Lauben sowie Ratsstube und Bürgersaal. Vermutlich war das mit einem Turm versehene Gebäude als Backsteinbau auf rechteckigem Grundriss errichtet und verfügte über schlichte, in Stufenform ausgeführte Seitengiebel, ähnlich dem Revaler Rathaus. An der Außenseite des Gebäudes befand sich ein 1466 von Johann von der Lynen geschaffenes Marienbild.
Während des Nordischen Kriegs kam es zu Zerstörungen, so dass ein Neubau nötig wurde. Der Neubau begann 1750 durch den Ingenieur-Oberstleutnant Friedrich von Oettinger. Der durch Beiträge der Bürgerschaft finanzierte Bau wurde 1765 vollendet. Das Untergeschoss wurde zunächst zur Hälfte durch die Kaufmannschaft der Börse genutzt, bis diese im 19. Jahrhundert ein eigenes Gebäude bezogen. Anlässlich der Eröffnungsfeier veröffentlichte Johann Gottfried Herder 1765 die Festschrift Haben wir noch jetzt das Publikum und das Vaterland der Alten?. 
Entstanden war ein zweigeschossiger Bau mit Mansarddach und einer 60 Meter langen Straßenfront. Der Giebel war mit Wappen verziert, ein durchbrochenes Gesims lief um das Gebäude. Bekrönt war der Bau von einem zierlichen Glockenturm. Das Rathaus verfügte über einen mit toskanischen Säulen versehenen Vorbau. 1791 wurde das Mansarddach ausgebaut. Ein drittes Geschoss wurde dann von 1847 bis 1850 aufgesetzt. Im Obergeschoss wurde 1883 die Rigaer Stadtbibliothek mit 120.000 Bänden untergebracht. Darüber hinaus befand sich im Inneren ein Wandgemälde. Als Schmuck im Außenbereich bestand eine aus Kanonenrohren des Nordischen Kriegs bestehende Umzäunung, die durch Ketten miteinander verbunden waren.
Das Haus diente als Tagungsort für den deutschen Rat der Stadt, bis er durch eine russische Stadtreform abgeschafft wurde. Im Erdgeschoss war die städtische Diskontobank sowie das Vormundschaftsamt Rigas ansässig. Die Rigaer Stadtverwaltung war in der Großen Königstraße (Ķēniņu) 5 und nicht im historischen Ratsgebäude untergebracht.
Während des Zweiten Weltkriegs wurde das Rathaus weitgehend zerstört. Schon im Juni 1941 waren im Wesentlichen nur noch die Außenmauern erhalten.
Im Jahr 2003 wurde das heutige Rathaus an gleicher Stelle fertig gestellt. Der Neubau zitiert die historische Bauweise, verbindet damit jedoch auch moderne Architekturelemente. Auf der Rückseite des Gebäudes wurde eine Einkaufspassage angefügt. Dort ist auch ein historischer Eichenstamm zu sehen, der bei den Bauarbeiten gefunden wurde.